# Dorfkirche Kablow

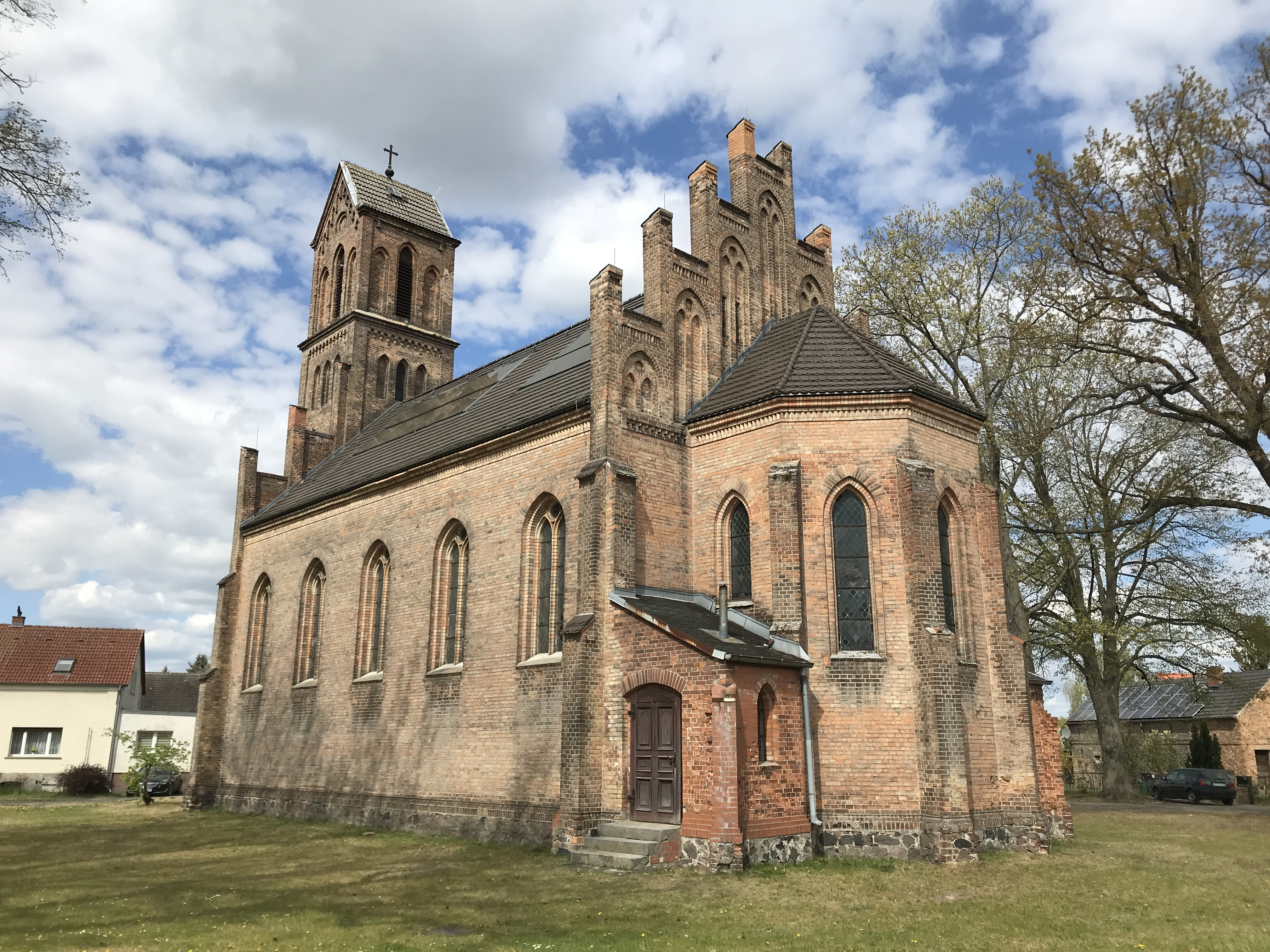
Dorfkirche Kablow

Die evangelische Dorfkirche Kablow ist eine neugotische Saalkirche in Kablow,
einem Ortsteil der Stadt Königs Wusterhausen im Landkreis Dahme-Spreewald im Land Brandenburg. Die Kirchengemeinde gehört zum Kirchenkreis Oderland-Spree der Evangelischen Kirche Berlin-Brandenburg-schlesische Oberlausitz.

## Lage
Die Straße Dorfaue führt von Norden kommend in südlicher Richtung auf den historischen Dorfanger zu. In seiner Mitte steht die Kirche auf einem Grundstück, das nicht eingefriedet ist.

## Geschichte
Das Bauwerk entstand in den Jahren 1868 bis 1870 unter der Leitung des Königlichen Bauinspektors Stappenbeck und kostete rund 9500 Taler sowie ca. 2000 Taler an Naturalleistungen. Die Maurerarbeiten leitete der Maurermeister Thiele, die Zimmererarbeiten der Meister Hahn gemeinsam mit dem Tischlermeister Pank. Der Neubau ersetzte einen zu klein gewordenen Vorgänger aus Feldsteinen, die einen schlichten, hölzernen Kirchturm besaß. Das umliegende Grundstück wurde zu dieser Zeit noch als Friedhof genutzt. Die Kirchweihe konnte am 7. Februar 1870 gefeiert werden. Das Bauwerk war Vorbild für die Dorfkirche Grüna, die in den Jahren 1873 und 1874 entstand. 1890 ließ die Kirchengemeinde eine Sakristei sowie einen Seiteneingang anbauen.
Im Zweiten Weltkrieg wurde der Kirchturm beschädigt und verkürzt wiederaufgebaut. In der Zeit der DDR wurde der Innenraum neugestaltet. Die Kanzel und Fünte wurden entfernt, 1959 entstand unter der Empore eine Winterkirche. Deren Trennwand wurde 1995 durch eine Glaswand ersetzt. Im selben  Jahr erhielt das Dach eine Photovoltaikanlage.

## Baubeschreibung

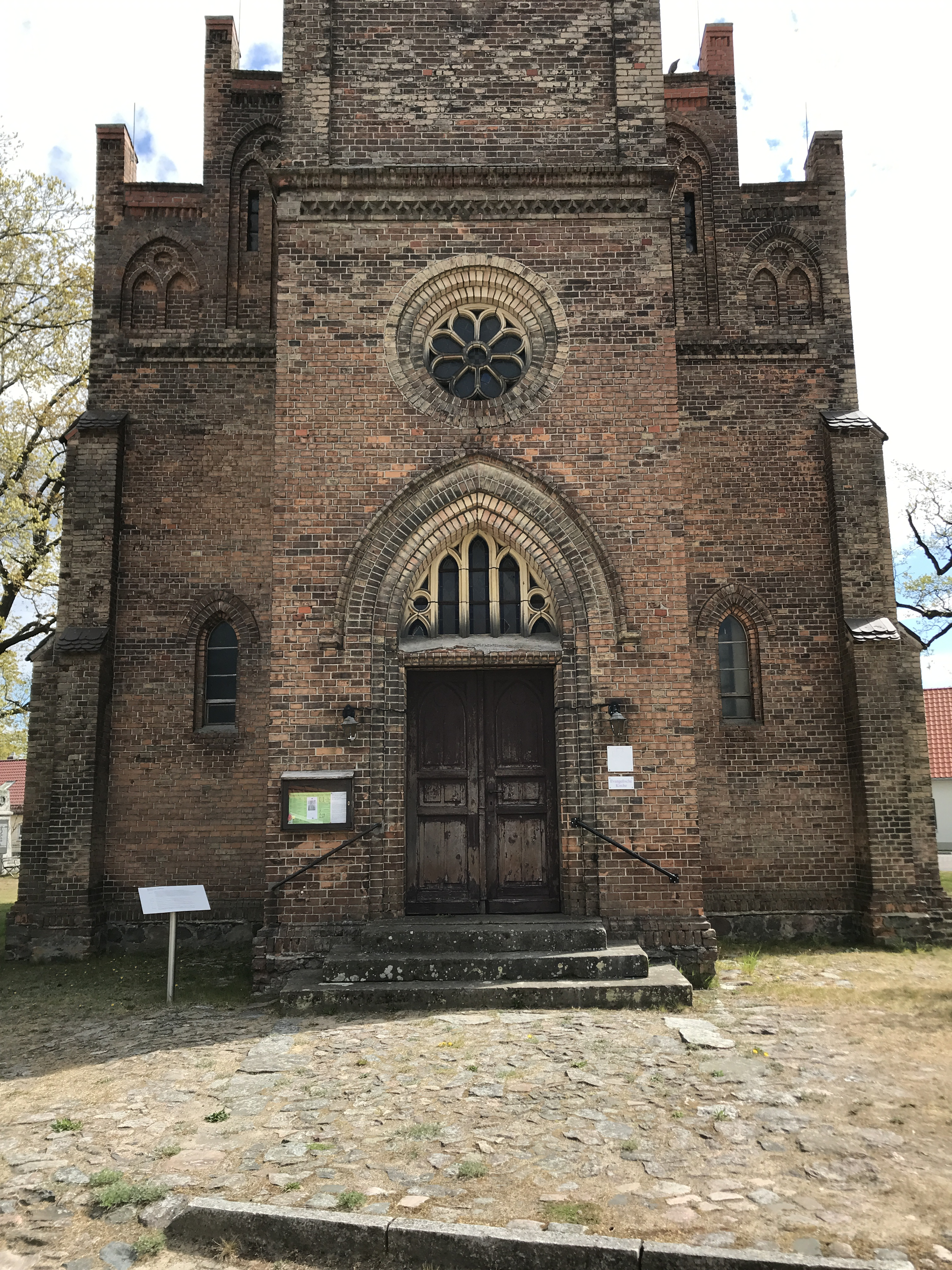
Westportal

Das Bauwerk wurde im Wesentlichen aus Mauersteinen auf einem umlaufenden Sockel aus Feldstein errichtet. Der Chor ist stark eingezogen und hat einen Fünfachtelschluss. In jedem Feld ist ein hohes, zweifach profiliertes Spitzbogenfenster, dazwischen zweifach getreppte Strebepfeiler. Seitlich sind zwei Anbauten mit je einem spitzbogenförmigen Fenster nach Osten und einem weiteren Strebepfeiler an den Ecken. Am Übergang zum Dach ist eine umlaufende Voute. Der Staffelgiebel ist durch einen nach unten geöffneten Fries vom Chor abgetrennt. Er ist in sieben Segmente unterteilt, die mit Fialen verziert sind. Darin sind spitzbogenförmige Blenden, in die jeweils wiederum zwei spitzbogenförmige Blenden eingelassen wurden, darüber jeweils eine kreisförmige Blende.
Daran schließt sich nach Westen das Kirchenschiff an. Die Nord- und Südwand ist vergleichsweise schlicht gestaltet und besteht auf fünf großen Maßwerkfenstern in profilierten Gewänden. An der Westseite sind jeweils Strebepfeiler, darüber ein weiterer Staffelgiebel mit Blenden und Fialen.
Der Kirchturm ist gegenüber dem Schiff stark eingezogen. Er hat einen rechteckigen Grundriss und kann durch ein großes, rechteckiges Portal von Westen her betreten werden. Oberhalb ist eine spitzbogenförmige Blende, in die jeweils kleine Fenster eingelassen wurden. Darüber ist ein Radfenster. An der Nord- und Südseite ist jeweils ein kleines und hochrechteckiges Fenster. Das mittlere Geschoss ist mit Lisenen optisch gegliedert. Im unteren Teil ist an den drei zugänglichen Seiten ein kleines Spitzbogenfenster. Darüber sind an jeder Seite drei gekuppelte Spitzbogenfenster; oberhalb ein nach unten geöffneter Fries. Oberhalb eines weiteren Gesimses ist das Glockengeschoss. Es besteht aus zwei seitlichen Blenden, dazwischen eine Klangarkade. Der Turm schließt mit einem quergestellten Satteldach ab, darauf ein Kreuz.

## Ausstattung
Die Kirchenausstattung stammt im Wesentlichen aus der Zeit nach der Renovierung Anfang der 1950er Jahre, das Gestühl sowie die Empore aus der Bauzeit. Eine Besonderheit ist ein gotischer Flügelaltar von 1516, der bis 1912 im Eingangsbereich des Turms hing. 1925 wurde er von der Bildhauerwerkstatt H. Käler aus Berlin restauriert und im Altarraum aufgestellt. Er trägt die Inschrift: „Anno domini 15 und im 15. Jahr des Sonntags nach Corpus Christi ist diese Thaffel rede gemaket dorch Hermann Herwich, Mitborger“ Durch dendrochronologische Untersuchungen konnte als Fälldatum für das Schleierbrett das Jahr 1497, für die Seitenflügel das Jahr 1488 und für zahlreiche Kiefernholzteile der Zeitraum von 1429 bis 1433 bestimmt werden. Der Altar wurde von 1997 bis 1999 erneut restauriert. Er zeigt in der Predella die Vierzehn Nothelfer, die sich um Maria gruppieren. Im Hauptfeld ist die Kreuzigung Christi zu sehen. Die Flügel zeigen weitere Szenen aus der Bibel.
Die Orgel schuf Albert Lang im Jahr 1869 für 700 Taler. Das Instrument verfügt über ein Manual und acht Register.
Nördlich der Kirche erinnert ein Denkmal an die Gefallenen der Weltkriege.